# Sächsischer Lehrerverband

Logo des Sächsischen Lehrerverbands

Der Sächsische Lehrerverband (SLV) ist eine Gewerkschaft.
Sie vertritt die Interessen von Lehrern, vor allem in Ostdeutschland. Der SLV wurde am 10. März 1990 von Lehrerinnen und Lehrern gegründet. Er hat etwa 10.000 Mitglieder und ist damit nach dem Landesverband Sachsen der Gewerkschaft Erziehung und Wissenschaft (etwa 14 000 Mitglieder) einer der größten Lehrerverbände im Osten Deutschlands.
Der SLV ist der sächsische Landesverband des Verbands Bildung und Erziehung, der wiederum zum DBB Beamtenbund und Tarifunion zählt.

## Programmatik
Der SLV setzt sich für die Umsetzung folgender Forderungen ein:
- ein begabungsgerechtes, vielgliedriges Schulwesen
- Leistung muss sich lohnen.
- Qualitätsstandards müssen erhalten bleiben.
- für die berufliche, gesellschaftliche und soziale Förderung des Berufsstandes
- Beamtenstatus nicht nur für Schulleitungen
- Kündigungsschutz für Angestellte
- Tarifangleichung an das Westniveau
- attraktive Fort- und Weiterbildungsangebote